# Arnoldo Aníbal Castillo
Arnoldo Aníbal Castillo (Quilmes, 29 de abril de 1922 - San Fernando del Valle de Catamarca, 29 de mayo de 2005) fue un político argentino que ejerció dos veces como Gobernador de la Provincia de Catamarca, la primera vez nombrado por la última dictadura militar, y la segunda por dos períodos consecutivos, entre 1991 y 1999.

## Biografía
Se estableció siendo joven en la provincia de Catamarca, donde fue técnico de la Dirección Provincial de Vialidad. Este cargo le permitió recorrer toda la provincia, conociendo las distintas realidades sociales y económicas de cada zona.
Afiliado desde su juventud a la Unión Cívica Radical, en 1963 fue elegido diputado provincial. Tres años más tarde fue elegido intendente de la capital de la provincia —el primero elegido por voto directo de sus ciudadanos— aunque no pudo asumir por el golpe de Estado que derrocó al presidente Illia.
En 1971, durante la dictadura de Lanusse, fue nombrado intendente de facto de la capital provincial, ocupando ese cargo durante un año.
En marzo de 1981 fue nombrado gobernador por el dictador Jorge Rafael Videla; antes de asumir renunció a su afiliación a la UCR, que recuperó apenas descendido del cargo usurpado. Durante esta primera gestión normalizó en lo posible la situación de la provincia, impidiendo los arrestos y persecuciones por causas políticas.
En diciembre de 1983 entregó el gobierno a Ramón Saadi, del Partido Justicialista, de quien fue un notorio opositor. Cuando se produjo la intervención federal a la provincia, causada por el asesinato de la joven María Soledad Morales, buscó una alianza que permitiera a la oposición enfrentar a los Saadi, logrando conformar el Frente Cívico y Social, liderado por el radicalismo. Este lo llevó como candidato a gobernador y logró la victoria en 1991.
Llevó adelante un gobierno caracterizado por la inversión en obra pública y, de manera especial, en las rutas de la provincia y la electrificación rural, así como en educación, Se destacan la pavimentación de la Ruta Nacional 60 hasta el Paso de San Francisco, camino a Chile, y el tramo correspondiente a la Cuesta del Portezuelo de la Ruta Provincial 42, que comunica la capital con Santiago del Estero.
Tuvo una actitud de acercamiento con la presidencia de Carlos Menem, destacándose por ser la primera provincia en refrendar la Ley Federal de Educación, y la primera en transferir la Caja de Jubilaciones provincial a la Nación. En octubre de 1994 lanzó junto al presidente la explotación minera de Bajo de la Alumbrera, cerca de Andalgalá, donde se extrae cobre y oro; en años posteriores, esta mina ha sido acusada de contaminación en los cursos de agua cercanos.
Fue reelegido para un segundo gobierno en 1995; durante este segundo mandato, el gobierno se vio frecuentemente apurado por limitaciones presupuestarias, que dificultaron la continuación de políticas beneficiosas para la sociedad, virando su gobierno hacia posturas caudillista.
Pese a las críticas que se habían hecho al nepotismo que habría caracterizado al período de los Saadi —en que los cargos de gobernador y senadores habían sido ocupados alternativamente por distintos miembros de la misma— en 1999 el candidato del Frente Cívico fue Oscar Castillo, hijo del gobernador, que fue elegido para suceder a su padre.
En años posteriores se vio aquejado de una afección pulmonar y una progresiva diabetes, que lo inhabilitaron físicamente y permaneció hospitalizado durante años. Falleció en San Fernando del Valle de Catamarca en la madrugada del 29 de septiembre de 2005, a los 83 años de edad.